# 메헤르푸르구

방글라데시 메헤르푸르구

메헤르푸르구(벵골어: মেহেরপুর জেলা)는 방글라데시 남서부에 위치한 쿨나구의 북서쪽 구역이다. 이 구역은 서쪽으로는 인도의 서벵골주, 동쪽으로는 방글라데시의 쿠슈티아구와 추아당가구와 국경을 접하고 있다. 독립 이전의 메헤르푸르구는 나디아구의 한 구역이었다. 그 지역은 716.08 평방 킬로미터 (276.48 평방 킬로미터)의 면적을 가지고 있다.

## 역사
아슈라프 시디키에 따르면, 그 지역은 16세기의 데르비시 메헤르 알리 샤의 이름을 따서 지어졌다고 한다.
1971년 4월 17일, 타주딘 아흐마드와 사이드 나즈룰 이슬람의 지도 하에 메헤르푸르의 바이디아나탈라 마을(이후 무지브나가르로 개명)에서 방글라데시 임시정부가 결성되고 엄숙하게 선서했다. 선언식 전체는 모멘 초두리와 MM 루스톰 알리의 감독하에 지역 지도자들에 의해 조직되었다. 방글라데시 독립 전쟁이 진행 중이던 1971년 4월 18일에 파키스탄 육군이 암주피 마을에서 8명을 살해했다. 메헤르푸르는 1983년에 구가 되었다.

## 인구
| 연도     | 인구    | ±% p.a. |
| -------- | ------- | ------- |
| 1974     | 325,314 | —       |
| 1981     | 401,727 | +3.06%  |
| 1991     | 491,917 | +2.05%  |
| 2001     | 591,436 | +1.86%  |
| 2011     | 655,392 | +1.03%  |
| 2022     | 705,356 | +0.67%  |
| Sources: |         |         |

2011년 방글라데시 인구 조사에 따르면, 메헤르푸르구의 인구는 655,392명이며, 이 중 324,634명은 남성이고 330,758명은 여성이다. 농촌 인구는 571,999명(87.28%), 도시 인구는 83,393명(12.72%)이었다. 7세 이상 인구의 문맹률은 46.27%였으며, 남성은 46.87%, 여성은 45.69%였다.

## 경제
주요 소득원은 농업 68.95%, 비농업 노동자 3.24%, 산업 0.87%, 상업 13.83%, 운수통신 2.21%, 서비스 3.81%, 건설 1.03%, 종교 서비스 0.14%, 임대료 및 송금 0.59%, 기타 5.33%이다.

## 같이 보기
- 방글라데시의 구